# Rhabdus toyamaense
Rhabdus toyamaense is een Scaphopodasoort uit de familie van de Rhabdidae. De wetenschappelijke naam van de soort is voor het eerst geldig gepubliceerd in 1933 door Kuroda & Kikuchi.